# Hemistola alboneura
Hemistola alboneura är en fjärilsart som beskrevs av Fletcher 1961. Hemistola alboneura ingår i släktet Hemistola och familjen mätare. Inga underarter finns listade i Catalogue of Life.